# J.J. Johnson
J.J. Johnson, född James Louis Johnson 22 januari 1924 i Indianapolis, Indiana, död 4 februari 2001 i Indianapolis, Indiana, var en amerikansk jazztrombonist, kompositör och arrangör. 
Johnson var en av de första trombonister att spela bebop. Han har länge betraktats som en av de största och ledande jazztrombonisterna genom tiderna.

## Biografi
Johnson spelade piano som barn, vid 14 års ålder beslutade han att spela trombon. År 1941 började han sin karriär med Clarence Love, och sedan spelade han med Snookum Russell, 1942. I Russells band träffade han trumpetaren Fats Navarro, som inspirerade honom att spela på ett sätt som påminde om tenorsaxofonisten Lester Youngs stil. Johnson spelade i Benny Carters orkester mellan 1942 och 1945, och gjorde sina första inspelningar 1942 under Carters ledning. Han spelade in sin första soloplatta (Love for Sale) i oktober 1943. År 1944 deltog han i den första Jazz at the Philharmonic-konserten i Los Angeles som organiserades av Norman Granz. 1945 gick han med i Count Basies orkester, med vilken han turnerade och spelade till 1946. Johnson begick självmord 77 år gammal efter att ha drabbats av prostatacancer och övriga hälsoproblem.

## Diskografi (urval)
i eget namn:
- The Eminent J.J.J. (Blue Note, 1953-55)
- Kai Winding & J.J. Johnson (Bethlehem, 1955)
- Stan Getz & J.J. Johnson at the Opera House (Verve, 1957)
- The Trombone Master (Columbia, 1957-60)
- Yokohama Concert (Pablo, 1977)
- Vivian (1992)
- The Brass Orchestra (Verve, 1996)

som sideman:
- Miles Davis: Walkin' (Prestige, 1954)
- Kai Winding: Nuf Said (Rhino, 1955)